# Josep Enric Pons Grau
Josep Enric Pons Grau (Tavernes de la Valldigna, 19 de juny de 1948-12 de juny de 2024) fou un polític i professor valencià.

## Trajectòria
Llicenciat en filosofia i lletres per la Universitat de València, on va participar en la fundació del Sindicat Democràtic d'Estudiants. Treballà com a professor de secundària als Salesians de València des del 28 de gener 1974.
Militant de primera hora del PSPV-PSOE, formà part de la comissió executiva del partit als Congressos de 1982, 1994 i 1997. En 1983 va substituir Joan Romero González al Congrés dels Diputats, on fou vocal de les comissions de defensa i afers exteriors de 1983 a 1986.
Fou elegit diputat al Parlament Europeu a les eleccions al Parlament Europeu de 1987, 1989 i 1994. Formà part del Grup Socialista Europeu i del Comitè de Relacions Econòmiques Exteriors, formant part de l'Assemblea que signà Acords entre la Unió Europea i els estats d'Àfrica, el Carib i el Pacífic. El 1999 va deixar la política i tornà a exercir com a mestre fins a la seva jubilació el 2008. Ha estat director de la Mostra de Cinema del Mediterrani fins a la seva quarta edició.